# Babbelkroonbeek
De Babbelkroonbeek is een beek die ontspringt in Waarloos in de gemeente Kontich.
Op 23 juni 2012 ondernamen enkele (oud)leden van Scouts Lint een zoektocht naar de bron van de Babbelkroonbeek. Zij ontdekten dat de bron zich niet in Waarloos (stafkaarten) maar in Reet bevindt. De naam Babbelkroonbeek zou zijn oorsprong vinden in de afgebroken Babbelkroonhoeve in de Pauwhoevestraat te Kontich. 
Zij stroomt in noordelijke richting door de wijk Kontich-Kazerne om ter hoogte van spoorlijn 25 aan het klooster van Bethanie de gemeente te verlaten richting Lint. Ze verlaat deze gemeente aan het driegemeentenpunt Duffel-Lier-Lint om samen met de Roelaardloop en de Arkelloop de Babelsebeek te vormen die de grens vormt tussen Duffel en Lier.
Ter hoogte van het Hof van Lachenen voegt de Lachenenbeek zich erbij om aldaar in de Nete te stromen. 